# Vítězslav Hornig
Vítězslav Hornig (ur. 26 kwietnia 1999 w Jilemnicach) – czeski biathlonista, srebrny medalista mistrzostw świata.

## Kariera
Po raz pierwszy na arenie międzynarodowej pojawił się w 2016 roku, startując na mistrzostwach świata juniorów w Cheile Grădiștei. Zajął tam 46. miejsce w biegu indywidualnym, 43. w sprincie i 44. w biegu pościgowym. W tym samym roku wziął udział w igrzyskach olimpijskich młodzieży w Lillehammer, gdzie zajął 9. miejsce w sztafecie mieszanej, 14. w sprincie i 22. w biegu pościgowym. Na rozgrywanych dwa lata później mistrzostwach świata juniorów w Otepää zdobył srebro w sztafecie i brąz w sprincie. Ponadto na mistrzostwach świata juniorów w Obertilliach w 2021 roku wywalczył brązowy medal w sztafecie.
W zawodach Pucharu Świata zadebiutował 19 grudnia 2019 roku w Annecy, zajmując 71. miejsce w sprincie. Pierwsze pucharowe punkty wywalczył 14 stycznia 2024 roku w Ruhpolding, zajmując 40. miejsce w biegu pościgowym. 
Na mistrzostwach świata w Lenzerheide w 2025 roku wspólnie z Jessicą Jislovą, Terezą Voborníkovą i Michalem Krčmářem zdobył srebrny medal w sztafecie mieszanej. 

## Osiągnięcia

### Mistrzostwa świata
| Rok  | Miejscowość | Konkurencje | Konkurencje | Konkurencje | Konkurencje | Konkurencje | Konkurencje | Konkurencje |
| Rok  | Miejscowość | IN          | SP          | PU          | MS          | RL          | MR          | SR          |
| ---- | ----------- | ----------- | ----------- | ----------- | ----------- | ----------- | ----------- | ----------- |
| 2024 | Nové Město  | 46.         | –           | –           | –           | 7.          | –           | –           |
| 2025 | Lenzerheide | 27.         | 29.         | 22.         | –           | 6.          | 2.          | 14.         |

### Mistrzostwa świata juniorów
| Rok  | Miejscowość      | Konkurencje | Konkurencje | Konkurencje | Konkurencje | Konkurencje | Konkurencje | Konkurencje |
| Rok  | Miejscowość      | IN          | SP          | PU          | MS          | RL          | MR          | SR          |
| ---- | ---------------- | ----------- | ----------- | ----------- | ----------- | ----------- | ----------- | ----------- |
| 2016 | Cheile Grădiștei | 46.         | 43.         | 44.         | nd.         | –           | nd.         | nd.         |
| 2018 | Otepää           | 12.         | 3.          | DNS         | nd.         | 2.          | nd.         | nd.         |
| 2019 | Osrblie          | 14.         | 38.         | 27.         | nd.         | 6.          | nd.         | nd.         |
| 2020 | Lenzerheide      | 17.         | 18.         | 10.         | nd.         | 6.          | nd.         | nd.         |
| 2021 | Obertilliach     | 10.         | 8.          | 6.          | nd.         | 3.          | nd.         | nd.         |

### Puchar Świata

#### Miejsca w klasyfikacji generalnej
| Sezon     | Miejsce |
| --------- | ------- |
| 2019/2020 | -       |
| 2020/2021 | -       |
| 2021/2022 | -       |
| 2022/2023 | -       |
| 2023/2024 | 92.     |
| 2024/2025 | 20.     |

#### Miejsca na podium
Hornig nie stawał na podium zawodów PŚ.